# جيم بار
جيم بار هو مدرس كندي، ولد في 25 ديسمبر 1928 في إنجلترا في المملكة المتحدة، وتوفي في 28 أبريل 2000.